# Danska na Dječjoj pjesmi Eurovizije
Danska sudjeluje na Dječjoj pjesmi Eurovizije od njezina početka, godine 2003. Radio DR organizator je natjecanja za danskog predstavnika.  Zemlja je uvijek bila među prvih pet. Pored dobrog plasmana, ne sudjeluju više.

## Predstavnici
- 2003.: Ane Gadegaard | Arabiens Drom (arapski san) | 5. mjesto (93 boda)
- 2004.: Kul Kids | Pigen er min (djevojka je rudnik) | 5. mjesto (116 bodova)
- 2005.: Nicola Kielstrup | Shake Shake Shake  | 4. mjesto (121)